# Émile Flourens

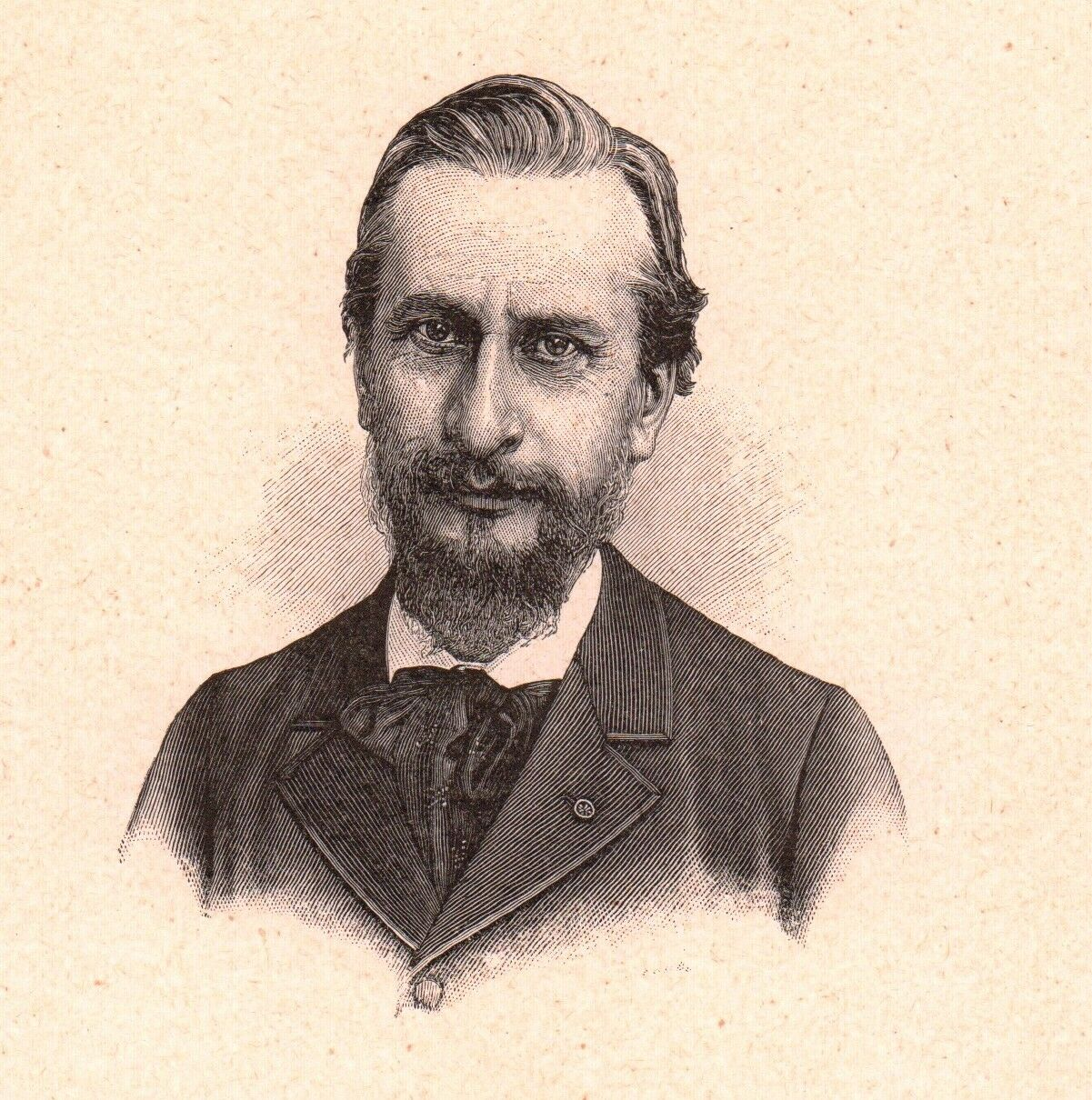
Émile Flourens

Léopold Émile Flourens (* 27. April 1841; † 7. Januar 1920 in Paris) war ein französischer Jurist und Politiker. Vom 13. Dezember 1886 bis zum 4. April 1888 war er in den Regierungen Goblet, Rouvier (1.) und Tirard (1.) Außenminister seines Landes.

## Leben
Émile war der Sohn des Mediziners, Abgeordneten und späteren Pairs von Frankreich Marie-Jean-Pierre Flourens und der Generalstochter Aline Adolphine Gabrielle, geborene Clément d’Aerzen. Sein älterer Bruder war Gustave Flourens, sein jüngerer Bruder der spätere Professor Pierre Abel Flourens. Nach dem Besuch des Lycée Charlemagne und einem Studium der Rechtswissenschaften arbeitete er ab 1863 als juristischer Beamter beim Staatsrat, dem höchsten französischen Verwaltungsgericht. 1868 verließ er den Staatsdienst aus politischen Gründen und wurde Rechtsanwalt in Paris. Nach dem Sturz Napoleon III. kehrte er als Vortragender Rat in den Staatsrat zurück. Ab 1874 lehrte Florens nebenher Öffentliches Recht an der École libre des sciences politiques. Im gleichen Jahr heiratete er Benjamine Marie Camille Michelle Michel-Chevalier, eine Tochter des Unternehmers und Senators Michel Chevalier. 1877 rückte Flourens einerseits zum Staatsrat auf, d. h. zum Richter am Verwaltungsgerichtshof und andererseits wurde er zum Generaldirektor des Kultus im Innenministerium ernannt. Als er 1885 zusätzlich Präsident der Sektion für die Gesetzgebung im Bereich des Justiz- und des Außenministeriums im Staatsrat sowie Präsident des Komitees für die Angelegenheiten der Protektorate im Außenministerium wurde, gab er das Amt im Innenministerium auf.
Aus seiner Ehe entsprangen vier Töchter und zwei Söhne, von denen die jüngste Tochter später die Großmutter des Front-National-Politikers Bruno Gollnisch wurde. Nach der Wahlniederlage 1906 zog sich Flourens ins Privatleben zurück, veröffentlichte aber in den folgenden Jahren noch mehrere Artikel und Essays zu politischen Themen.

## Politische Karriere
Im Dezember 1886 berief René Goblet den erfahrenen Verwaltungsjuristen an die Spitze des Außenministeriums, wo er eine vorsichtig-zurückhaltende Politik vertrat, die ihn mehrere Male in Konflikt mit dem Kriegsminister Georges Boulanger brachte, z. B. während der Schnäbele-Affäre. Er blieb auch in den folgenden beiden Kabinetten Außenminister. Er bemühte sich um eine Annäherung an das Russische Reich und um eine Neutralisierung des Suez-Kanals, die allerdings am Widerstand Großbritanniens scheiterte. Bei einer erneuten Regierungsumbildung im April 1888 wurde er nicht mehr berücksichtigt.
Im Februar 1888 wurde Flourens erstmals für das Département Hautes-Alpes in die französische Abgeordnetenkammer gewählt, der er bis zum Mai 1898 und dann noch einmal für Paris vom April 1902 bis Mai 1906 angehörte. Er hielt sich dort lange Zeit zu den konservativen Républicains progressistes, das Mandat von 1902 bis 1906 nahm er für die Patriotenliga wahr und 1912 wurde er Mitglied der Action française.

## Sonstiges
Flourens war überzeugter Gegner der Freimaurerei und Mitbegründer der heimatkundlichen Forschungsgesellschaft Société d’études des Hautes-Alpes. Im August 1876 wurde er Kavalier und im Juli 1880 Offizier der Ehrenlegion.